# جو جو دان
جو جو دان (بالرومانية: Ionuț Dan Ion)‏ مواليد 9 أغسطس 1981 في جورجيو، هو ملاكم محترف روماني يصنف ضمن فئة وزن خفيف المتوسط.

## المسيرة الاحترافية
من نزالاته:
- خسر أمام كيل بروك (28-03-2015).
- انتصر على ستيف فوربس (11-02-2011).
- انتصر على راؤول هوراسيو بالبي (19-04-2008).

## إحصائيات
خاض خلال مسيرته 39 نزالا، فاز في 35 ولم يتعادل وخسر في 4. فاز بالضربة القاضية في 18 نزالا.

## روابط خارجية
- جو جو دان على موقع بوكس ريك (الإنجليزية) (registration required)